# Mont Gréboun
Der Mont Gréboun ist ein 1944 m hoher Berg im Hochgebirge Aïr in Niger. Er galt lange Zeit als höchster Berg des Landes.

## Geographie
Der aus Alkaligranit bestehende Mont Gréboun befindet sich im Norden des Aïr vor dessen Übergang zur Wüste Ténéré. Am Berg verläuft der 20. nördliche Breitengrad. Er gehört administrativ zur Gemeinde Iférouane in der Region Agadez und zum UNESCO-Welterbe Naturreservat Aïr und Ténéré. Die nächstgelegene Großstadt im äußerst dünn besiedelten Gebiet ist das rund 175 km Luftlinie entfernte Arlit.
Im Allgemeinen bildet der Aïr eine Insel der Großlandschaft Sahel in der Sahara. Der nördlichste Teil des Hochgebirges einschließlich des Mont Gréboun ist davon ausgenommen, er wird ebenfalls zur Großlandschaft Sahara gezählt. Allein die relative Höhe des Bergs führt zu einem Rückgang der Evaporation und zu einer Milderung der extremen Trockenheit der Sahara, sodass am überwiegend kahlen Mont Gréboun vereinzelt eine mediterran anmutende Pflanzenwelt zu finden ist. Dazu zählt eine Unterart des Olivenbaums, die Olea europaea subsp. laperrinei.
Am Mont Gréboun hat das Trockental Témet seinen Ursprung, das sich südlich des Bergs Adrar Bous (1123 m) in den Dünen der Ténéré verläuft. Zwei weitere Trockentäler aus dem Mont Gréboun sind der Tchin Doundoun und der Tchoumjoufjouf.

## Geschichte und Kultur
Funde aus der Rinderzeit bezeugen eine frühe menschliche Besiedlung des Mont Gréboun.
Der Geologe Conrad Kilian unternahm von 7. bis 9. Juni 1943 die Erstbesteigung des Bergs. An dessen Fuß entdeckte er Meeressedimente aus der Kreide. Kilian schätzte die Höhe des Bergs auf 1850 m bis 1875 m. Im Jahr 1959 fand die erste Mission Berliet statt, eine vom Kraftfahrzeug-Hersteller Berliet initiierte Wüstendurchquerung von Ouargla bis Fort Lamy. Der Mission schloss sich der Abenteurer Roger Frison-Roche an, der den Mont Gréboun bestieg und die Höhe des Bergs mit 2310 m angab. Dies hatte zur Folge, dass der Mont Gréboun lange Zeit irrtümlich als höchster Berg Nigers galt. Zwar wurde zwischenzeitlich auf Grundlage neuer Vermessungen die richtige Höhenangabe von 1944 m veröffentlicht (etwa in einer 1976 publizierten Karte des Pariser Institut géographique national, die 1975 erstellt wurde), dies fand jedoch kaum Beachtung. Erst seit einer Neuvermessung im Jahr 2001 gilt der weiter südlich gelegene Idoukal-n-Taghès mit 2022 m allgemein und unbestritten als höchster Berg Nigers.